# ۱۲۱۵ (خورشیدی)
۱۲۱۵ هزار و دویست و پانزدهمین سال هجری خورشیدی است.